# Nationalstrassen- und Agglomerationsverkehrsfonds
Die Nationalstrassen- und Agglomerationsverkehrsfonds (NAF) ist ein Finanzierungsinstrument der Schweizerischen Eidgenossenschaft, das sicherstellen soll, dass die wachsende Mobilität auf den Autobahnen und in den Städten bewältigt und langfristig finanziert werden kann. Volk und Stände der Schweiz haben am 12. Februar 2017 über den «Bundesbeschluss zur Schaffung eines Nationalstrassen- und Agglomerationsverkehrs-Fonds (NAF)» abgestimmt und ihn mit 61,9 Prozent Ja-Stimmen und allen Ständen angenommen. Der NAF wurde per 1. Januar 2018 in Kraft gesetzt. Der Fonds wird u. a. durch die Autobahnvignette und die Automobilsteuer finanziert.